# Музей на албанската азбука
Музеят на албанската азбука“ (на албански: Muzeu i alfabetit, на македонска литературна норма: Музеј на албанската азбука) е мемориален музей, разположен в град Битоля, Северна Македония. Музеят е посветен на Битолския конгрес от 1908 година, създал съвременната азбука на албанския език.
Музеят се намира в неокласическата къща Фехим Завалани на днешния булевард „Първи май“ № 25, в която от 14 до 22 ноември 1908 година се провежда Битолският конгрес. Музеят излага фотографии, документи и восъчни фигури, свързани с възрожденското, културното и просветно движение на албанския народ.